# Arichi Shinanojō

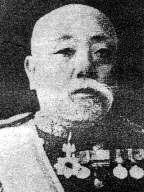
Arichi Shinanojō

Danshaku Arichi Shinanojō (jap. 有地 品之允; * 15. März 1843 in Yamaguchi, Chōshū-han, Japan; † 17. Januar 1919 in Tokio) war ein japanischer Seeoffizier der Kaiserlich Japanischen Marine und zuletzt Vizeadmiral, der unter anderem zwischen 1889 und 1891 Chef des Admiralstabes, von 1891 bis 1892 und 1895 Oberkommandierender der Stationären Flotte sowie 1895 zusätzlich Oberkommandierender der Kombinierten Flotte war.

## Leben
Arichi Shinanojō, Sohn eines Samurai, nahm am Boshin-Krieg (27. Januar 1868 bis 27. Juni 1869) teil und wurde am 23. Juli 1873 als Major Kommandeur des 6. Bataillons der Kaiserlichen Garde (Konoe shidan). Am 23. Oktober 1871 wurde er als Mitglied des Büros für militärische Angelegenheiten ins Ministerium für die Streitkräfte versetzt und war zwischen dem 9. November 1871 und dem 3. Februar 1874 Kammerherr von Meiji-Tennō. Als solcher wurde er am 4. Oktober 1873 im Rang eines Korvettenkapitäns (Shōsa) in die Kaiserliche Marine übernommen und war zwischen dem 3. Februar 1874 und dem 27. März 1876 Mitglied des Admiralitätsamtes und erhielt in dieser Verwendung am 23. April 1874 seine Beförderung zum Fregattenkapitän (Chūsa). Er wurde am 27. März 1876 Kommandant der Takao-maru, trat von diesem Kommando allerdings bereits am 11. Mai 1876 zurück, und arbeitete daraufhin zwischen dem 1. Juli 1876 und dem 5. April 1878 wieder im Admiralitätsamt. Daraufhin war er vom 5. April 1878 bis zum 27. Dezember 1881 Direktor der Tokai Barracks, der Wohnschiffe der Marine in Tōkai in der Ise-Bucht sowie zwischenzeitlich vom 3. Juni 1878 bis zum 19. August 1879 auch Kommandant der Dampffregatte Fujiyama.

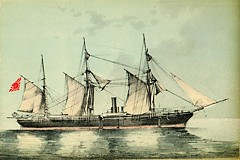
Arichi war unter anderem von 1881 bis 1882 Kommandant der Sloop Nisshin.

Im Anschluss war er zwischen dem 27. Dezember 1881 und dem 7. Juli 1882 Kommandant der Sloop Nisshin, wobei er in dieser Funktion am 6. Juni 1882 zum Kapitän zur See (Taisa) befördert wurde. Er war ferner vom 7. Juli bis zum 23. Dezember 1882 Kommandant des Panzerschiffs Hiei und daraufhin zwischen dem 23. Dezember 1882 und dem 17. Dezember 1884 Kommandant der Korvette Tsukuba. Anschließend fungierte er vom 17. Dezember 1884 bis zum 9. März 1886 als Vize-Chef des Operationsstabes der Marine (Kaigun Gunjibu) und übernahm zugleich in Personalunion zwischen dem 24. Februar und dem 9. März 1886 kurzzeitig noch das Amt als Vorsitzender des Schiffbau-Ausschusses.

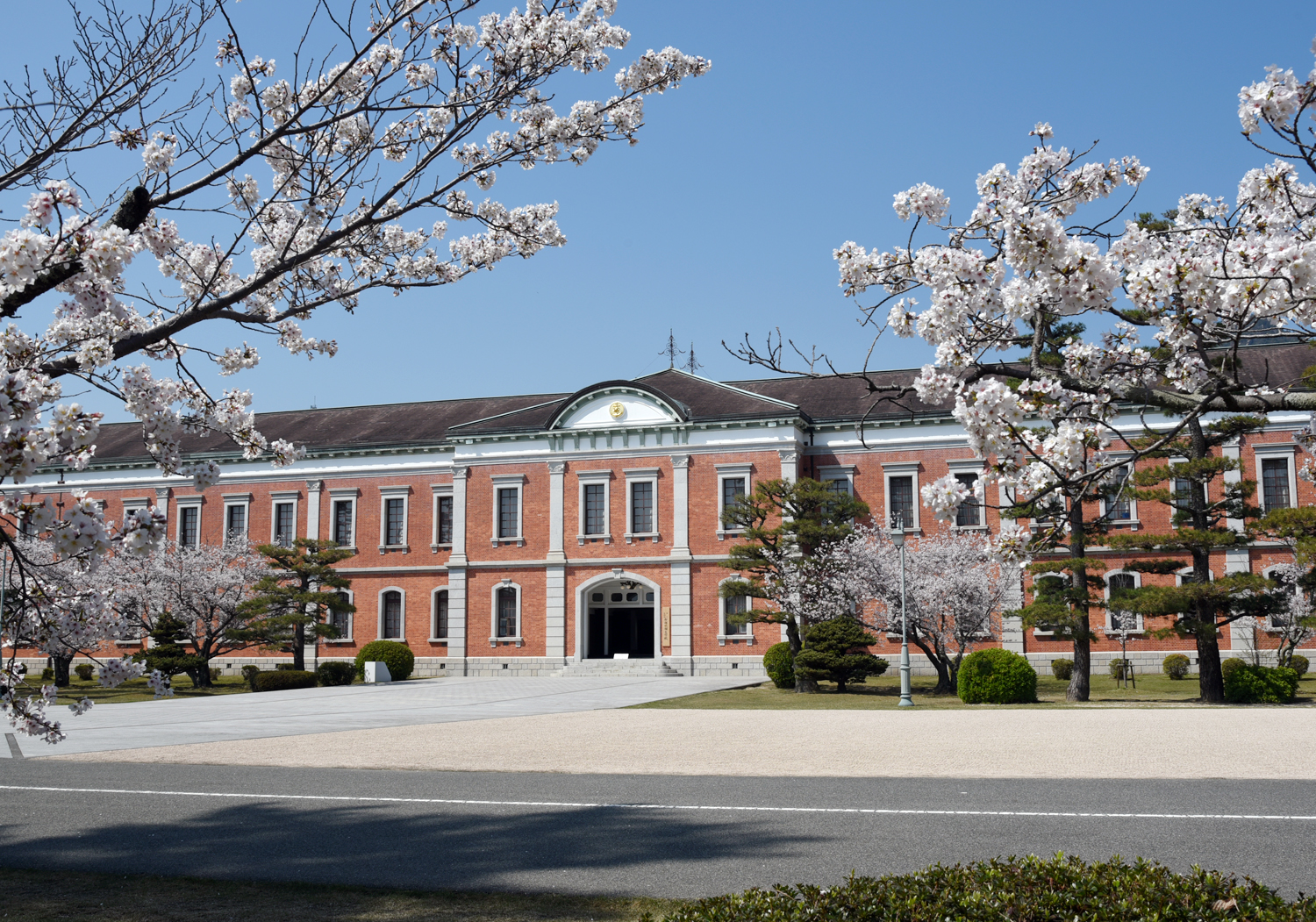
Die Kaiserlich Japanische Marineakademie, deren Direktor Arichi von 1887 bis 1889 war.

Arichi war anschließend zwischen dem 9. März und dem 17. Juni 1886 Chef des 1. Büros des Admiralstabes sowie Adjutant des Admiralstabes und erhielt am 15. Juni 1886 seine Beförderung zum Konteradmiral (Shōshō). Daraufhin fungierte er vom 17. Juni 1886 bis zum 28. September 1887 als Kommodore des Hafens Yokosuka und zugleich als Direktor der Ingenieurakademie der Marine bis zu deren Auflösung am 15. Juli 1887. Im Anschluss wurde er am 28. September 1887 Nachfolger von Matsumura Junzō Direktor der Kaiserlich Japanischen Marineakademie (Kaigun Heigakkō) und verblieb auf diesem Posten bis zu seiner Ablösung durch Yoshijima Tokiyasu am 17. April 1889. Er wurde am 28. September 1887 auch Mitglied des Admiralitätsausschusses, dem er bis zum 17. Juni 1891 angehörte.
Am 15. Mai 1889 wurde Arichi Shinanojō als Nachfolger von Itō Toshiyoshi zweiter Chef des Admiralstabes und verblieb in dieser militärischen Spitzenposition innerhalb der Marine bis zum 17. Juni 1891, woraufhin Inoue Yoshika seine Nachfolge antrat. Er selbst wiederum löste Inoue Yoshika am 17. Juni 1891 als Oberkommandierender der Stationären Flotte (Jōbi Kantai) ab und behielt dieses Kommando bis zu seiner Ablösung durch Aiura Norimichi am 12. Dezember 1892. Nach seiner Beförderung zum Vizeadmiral (Chūjō) wurde er am 12. Dezember 1892 Nachfolger von Nakamuta Kuranosuke als Oberkommandierender des Marinebezirks Kure (Kure chinjufu) und verblieb auf diesem Posten bis zum 11. Mai 1895, woraufhin Hayashi Kiyoyasu ihn ablöste. Nach Ende des erfolgreichen Ersten Japanisch-Chinesischen Krieges (25. Juli 1894 bis 17. April 1895) übernahm er von Itō Sukeyuki am 11. Mai 1895 noch einmal den Posten als Oberkommandierender der Stationären Flotte sowie zugleich als Oberkommandierender der Kombinierten Flotte (Rengō Kantai). Während Inoue Yoshika wieder seine Nachfolge als Oberkommandierender der Stationäre Flotte antrat, wurde die Kombinierte Flotte nach dem Kriegseinsatz wieder aufgelöst.
Am 16. November 1895 wurde Arichi zunächst in eine Wartestellung sowie am 19. Dezember 1895 in die Reserve versetzt. Für seine langjährigen Verdienste wurde er am 5. Juni 1896 als Baron (Danshaku) in den Adelsstand (Kazoku) erhoben und wurde als Vertreter des Adels am 24. Juli 1897 für eine siebenjährige Amtszeit zum Mitglied des Herrenhauses (Kizokuin), des Oberhauses des Reichstages (Teikoku gikai), gewählt und gehörte diesem nach seiner Wiederwahl am 10. Juli 1904 bis zu seinem Tode am 17. Januar 1919 an. Nachdem er am 15. März 1906 in die zweite Marinereserve versetzt wurde, trat er schließlich am 15. März 1911 endgültig in den Ruhestand. Am 27. April 1917 wurde er auch Mitglied des Geheimen Kronrates (Sūmitsu-in) und gehörte auch diesem Gremium bis zu seinem Tode am 17. Januar 1919 an.

## Hintergrundliteratur
- Trevor N. Dupuy: Encyclopedia of Military Biography, I B Tauris & Co Ltd., 1992, ISBN 1-85043-569-3.(Onlineversion (Auszug))
- David C Evans, Mark R Peattie: Kaigun. Strategy, tactics, and technology in the Imperial Japanese Navy, 1887–1941, Naval Institute Press, Annapolis, Maryland 1997, ISBN 0-87021-192-7
- Andrew Cobbing: The Japanese Discovery of Victorian Britain. Early Travel Encounters in the Far West. RoutledgeCurzon, 1998, ISBN 1-873410-81-6.
- J. E. Hoare: Britain and Japan: Biographical Portraits, Band III, RoutledgeCurzon, 1999, ISBN 1-873410-89-1.
- J. Charles Schencking: Making Waves: Politics, Propaganda, And The Emergence Of The Imperial Japanese Navy, 1868–1922. Stanford University Press, Stanford 2005, ISBN 0-8047-4977-9.